# Gallicolumba hoedtii
Gallicolumba hoedtii é uma espécie de ave da família Columbidae.
Pode ser encontrada nos seguintes países: Indonésia e Timor-Leste.
Os seus habitats naturais são: florestas secas tropicais ou subtropicais e florestas subtropicais ou tropicais húmidas de baixa altitude.
Está ameaçada por perda de habitat.